# Kăpinovo (distrikt i Veliko Tărnovo)
Kăpinovo (bulgariska: Къпиново) är ett distrikt i Bulgarien.   Det ligger i kommunen Veliko Tărnovo och regionen Veliko Tărnovo, i den centrala delen av landet, 200 km öster om huvudstaden Sofia.